# Final da Copa Libertadores da América de Futebol Feminino de 2024
A final da Copa Libertadores da América de Feminina de 2024 foi a 16.ª decisão do principal torneio continental de futebol feminino da América do Sul, organizado anualmente pela Confederação Sul-Americana de Futebol (CONMEBOL). Diferentemente da competição masculina, a feminina é disputada em uma única sede, que nesta edição foi o Paraguai, embora estivesse originalmente programada para ser realizada no Uruguai.
A partida foi disputada em 19 de outubro de 2024 no Estádio Defensores del Chaco, em Assunção, no Paraguai. O vencedor do confronto foi o Corinthians por 2–0, contra o Santa Fe. Foi o 5.º título do clube e o 2.º consecutivo.

## Caminhos até a final
| Pos | Equipe       | Pts | J |
| --- | ------------ | --- | - |
| 1   | Corinthians  | 7   | 3 |
| 2   | Boca Juniors | 7   | 3 |
| 3   | Libertad     | 3   | 3 |
| 4   | ADIFFEM      | 0   | 3 |

| Pos | Equipe       | Pts | J |
| --- | ------------ | --- | - |
| 1   | Santa Fe     | 5   | 3 |
| 2   | Dragonas IDV | 4   | 3 |
| 3   | Ferroviária  | 3   | 3 |
| 4   | Peñarol      | 2   | 3 |

## Partida
| 19 de outubro | Corinthians                     | 2 – 0  | Santa Fe | Defensores del Chaco, Assunção |
| 17:00 (UTC−3) | Vic Albuquerque 17' · Érika 65' | Súmula |          | Árbitro: URU Nadia Fuques      |

| Corinthians | Santa Fe |

| G               | 1  | Nicole          |  |     |
| Z               | 6  | Belinha         |  |     |
| Z               | 99 | Érika           |  | 81' |
| Z               | 20 | Mariza          |  |     |
| Z               | 71 | Yasmim          |  |     |
| M               | 8  | Yaya            |  |     |
| M               | 27 | Duda Sampaio    |  | 76' |
| M               | 17 | Vic Albuquerque |  |     |
| M               | 77 | Carol Nogueira  |  | 81' |
| A               | 10 | Gabi Zanotti    |  | 75' |
| A               | 14 | Millene         |  | 62' |
| Reservas:       |    |                 |  |     |
| G               | 12 | Lelê            |  |     |
| Z               | 16 | Daniela Arias   |  | 81' |
| Z               | 21 | Paulinha        |  |     |
| M               | 18 | Gabi Portilho   |  |     |
| M               | 28 | Ju Ferreira     |  | 76' |
| A               | 7  | Gisela Robledo  |  | 81' |
| A               | 9  | Jheniffer       |  | 75' |
| A               | 11 | Eudimilla       |  | 62' |
| A               | 30 | Jaqueline       |  |     |
| Treinador:      |    |                 |  |     |
| Lucas Piccinato |    |                 |  |     |

| G            | 12 | Yessica Velásquez   |     |     |
| Z            | 38 | Leury Basanta       |     |     |
| Z            | 3  | Natalia Gaitán      |     |     |
| Z            | 4  | Andrea Pérez        |     |     |
| Z            | 6  | Viviana Acosta      |     |     |
| M            | 10 | María Camila Reyes  | 87' | 90' |
| M            | 5  | Micheel Baldallo    |     | 68' |
| M            | 19 | Gabriela Huertas    |     | 68' |
| A            | 7  | Mariana Zamorano    |     |     |
| A            | 25 | María Paula Córdoba |     | 46' |
| A            | 9  | Karla Torres        |     |     |
| Reservas:    |    |                     |     |     |
| G            | 1  | Wendy Martínez      |     |     |
| Z            | 14 | Laura Tovar         |     |     |
| Z            | 17 | Cristina Motta      |     |     |
| M            | 16 | Karen Hernández     |     | 68' |
| M            | 21 | Katherine Valbuena  |     | 90' |
| M            | 26 | Nicol Posada        |     |     |
| A            | 8  | Nelly Córdoba       |     | 46' |
| A            | 11 | Heidy Mosquera      |     | 68' |
|              |    |                     |     |     |
| Treinador:   |    |                     |     |     |
| Omar Ramírez |    |                     |     |     |

| Bandeirinhas: URU Adela Sánchez URU Sofía Sarzay Quarto árbitro: ARG Roberta Echeverría Quinto árbitro: ARG Carla López Árbitro assistente de vídeo: URU Antonio García | Regulamento - 90 minutos - Sem prorrogação caso haja empate no tempo normal - O vencedor será decidido nas penalidades máximas - Até nove jogadoras substitutas - Máximo de cinco substituições |

## Premiação
| CONMEBOL Libertadores Feminina 2024 |
| Brasil                              |
| ----------------------------------- |
| CORINTHIANS Bicampeão (5.º título)  |